# Banbury
Banbury történelmi mezőváros a Cherwell folyón, Oxfordshire-ben, Angliában. A 2011-es népszámláláskor 46 853 lakosa volt. Banbury jelentős kereskedelmi és kiskereskedelmi központ Észak-Oxfordshire környékén, valamint Warwickshire és Northamptonshire déli részein, amelyek túlnyomórészt vidéki területek.
Fő iparágai a motorsport, az autóalkatrészek, az elektromos cikkek, a műanyagok, az élelmiszer-feldolgozás és a nyomtatás. Banbury a világ legnagyobb kávéfeldolgozó üzemének (Jacobs Douwe Egberts) ad otthont, 1964-ben épült. A város a Banbury süteményekről, egy fűszeres édes péksüteményről híres.
Banbury 103 km-re északnyugatra található Londontól, 60 km-re délkeletre Birminghamtől, 43 km-re délkeletre Coventrytől és 35 km-re északnyugatra Oxfordtól.

## Fordítás
Ez a szócikk részben vagy egészben  a   Banbury című angol Wikipédia-szócikk fordításán alapul.  Az eredeti cikk szerkesztőit annak laptörténete sorolja fel. Ez a jelzés csupán a megfogalmazás eredetét és a szerzői jogokat jelzi, nem szolgál a cikkben szereplő információk forrásmegjelöléseként.